# 윌리엄 C. 아서
윌리엄 C. 아서(William C. Arthur, 1830년 7월 4일 ~ 1886년 11월 15일)는 영국 해군의 장교이다. 뤼순 항의 영어식 이름이었던 포트 아서는 그의 이름을 딴 것이다. 포트 아서라는 이름은 1894년에서 1945년 사이에 중국, 러시아 제국, 일본 제국, 소련의 각축장이었던 시기의 뤼순 항을 서양 열강들이 불렀던 이름이다.

## 경력
윌리엄 아서는 1845년 15세의 나이로 해군에 입대하였다. 1854년 3월 8일, 24세의 나이로 중위로 임관하였으며, 2년 후인 1856년 맨리(Manly)에서 최초의 지휘관 경험을 쌓았다. 1858년 6월 4일, 프리깃함 〈HMS 알제린〉(HMS Algerine)을 지휘하게 되었다. 1860년 8월 제2차 아편 전쟁 때, 아서는 손상된 알제린을 견인하여 뤼순에 있는 항구로 수리를 하러 갔다. 당시 뤼순은 요새화되지 않은 어촌 마을에 불과했다. 영국군은 뤼순을 그때부터 ‘아서 항’(Port Arthur)이라고 불렀고, 러시아군과 서양 열강들도 뤼순을 그 영국식 이름을 불렀다.
아서는 1861년 4월 1일 사령관으로 승진을 했고, 1867년 4월 15일에는 대위가 되었다. 1882년, 그는 워싱턴 D.C.에서 해군공사관으로 잠깐 복무를 했고, 그 이후 〈HMS 헥터〉(HMS Hector)의 지휘를 맡게 되었다. 1885년 3월 30일, 해군 소장의 지위로 은퇴를 했다.